# Amfilina
Amfilina (Amphilina foliacea) – gatunek tasiemca zaliczanego do podgromady tasiemców nieczłonowanych (Cestodaria). Pasożyt ryb jesiotrowatych.
Osiąga do 5 cm długości. Ma nieczłonowane ciało owalnego kształtu, w przedniej części ciała wysuwalny ryjek, do którego uchodzą gruczoły frontalne, wydzielające substancję rozpuszczającą ściankę jelita żywiciela, co ułatwia pasożytowi wniknięcie w nią. W przedniej części znajduje się także ujście macicy, natomiast w tylnej części męski otwór płciowy oraz ujście pochwy. Jej żywicielem pośrednim są m.in. kiełże, w których ciele z jaja rozwija się postać larwalna, tzw. likofora, ulegająca w kolejnym procesie przekształceniu w procerkoid. Po zjedzeniu przez żywiciela ostatecznego kiełża zakażonego larwą, procerkoid przebija ściankę jelita i w jamie ciała ryby przekształca się w osobnika dojrzałego.